# Rachel Willis-Sørensen

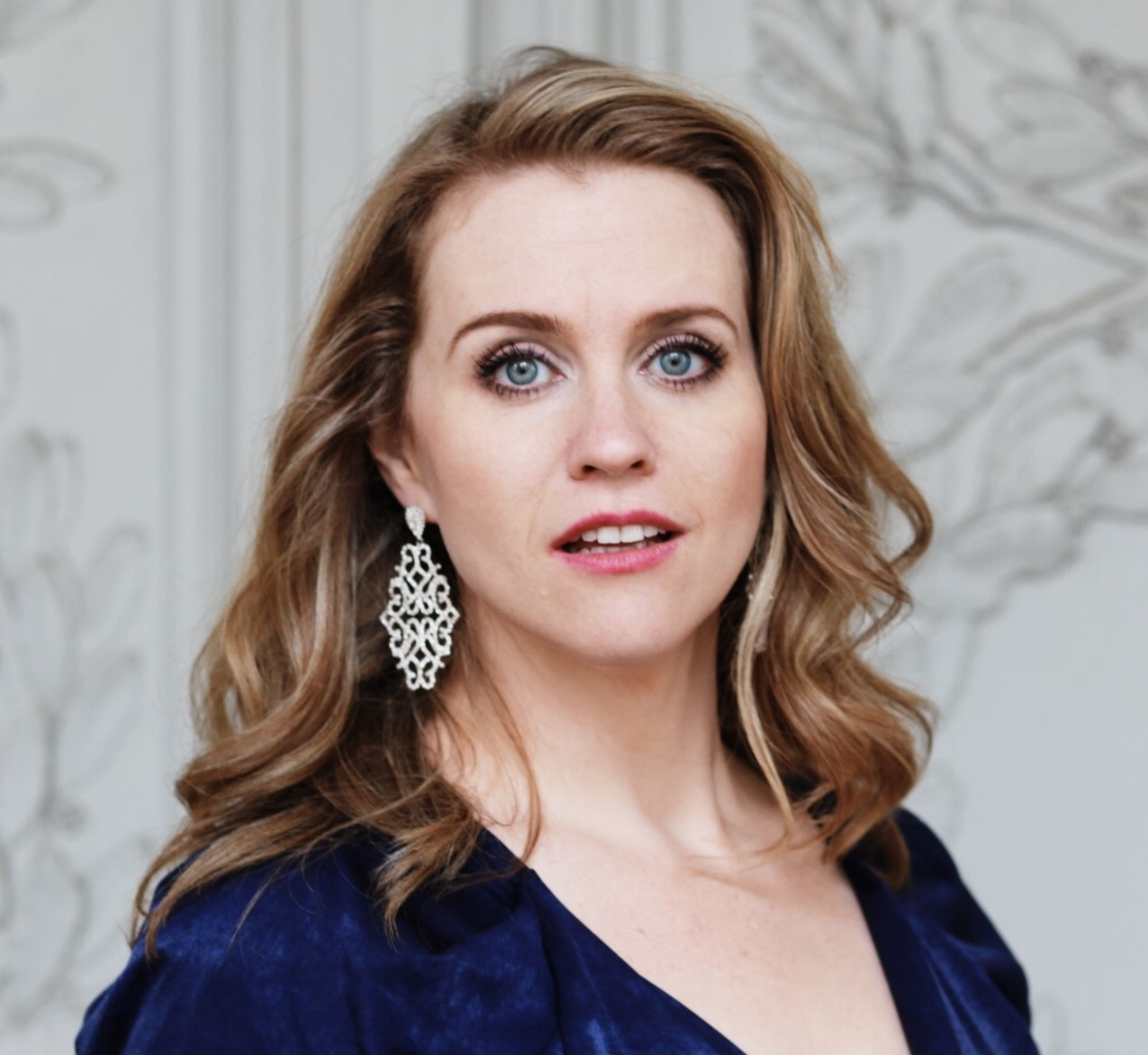
Rachel Willis-Sørensen (2019)

Rachel Willis-Sørensen, geb. Willis, (* 1984) ist eine US-amerikanische Sopranistin.

## Leben und Wirken
Willis-Sørensen absolvierte ihren Master in Gesang und Gesangspädagogik an der Brigham Young University, unter anderem wurde sie von Darrell Babidge unterrichtet. Zudem studierte sie am Studio der Houston Grand Opera und bei der Mezzosopranistin Dolora Zajick.
2008 trat sie als Hohepriesterin in Aida beim Utah Opera Festival auf und gab in der Saison 2009/2010 ihr Debüt an der Houston Grand Opera als Masha in Pique Dame; zudem sang sie Elsa in Lohengrin und die Gouvernante in The Turn of the Screw.  Außerdem übernahm sie Rollen wie Ellen Orford in Peter Grimes, die Gräfin in Figaros Hochzeit und die Titelrolle in Ariadne auf Naxos. Später in der Saison trat sie erstmals an der Santa Fe Opera, als Erste Dame in Mozarts Zauberflöte.
Willis-Sørensen war von 2012 bis 2015 Ensemblemitglied der Dresdner Semperoper.  Sie trat an zahlreichen bekannten Opernhäusern auf. 2012 debütierte sie am Royal Opera House als Gräfin in Figaros Hochzeit unter der musikalischen Leitung von Antonio Pappano, des Weiteren sang sie dort zum Beispiel die Partie der Gutrune in Wagners Götterdämmerung, die Marschallin im Rosenkavallier und 2023  Leonora in Verdis Il Trovatore. Mit dem Ensemble des Royal Opera House nahm sie 2019 an einer Tournee nach Japan (als Marguerite in Faust) teil.
Gastspiele führten sie unter anderem an das Teatro Regio di Torino (Leonora in Il trovatore), die Bayerische Staatsoper (Hélène in Les vêpres siciliennes, Mimi in La Bohème, Ellen Orford in Peter Grimes), die San Francisco Opera (Titelrolle in Rusalka), die Metropolitan Opera (Donna Anna in Don Giovanni und Gräfin in Figaros Hochzeit), die Lyric Opera of Chicago, die Los Angeles Opera, das Opera Theatre of Saint Louis (Fiordiligi in Così fan tutte), und die Opéra national de Bordeaux, das Grand-Théâtre de Genève (Valentine in Les Huguenots), das Gran Teatre del Liceu (Leonora in Il trovatore), die Wiener Staatsoper (Marguerite in Faust, Rosalinde in Die Fledermaus, Desdemona in Otello) und die Oper Frankfurt (Elsa in Lohengrin). 2021 sang sie die Donna Anna beim Ravinia Festival.
Neben ihren Auftritten auf der Opernbühne wirkt Willis-Sørensen auch als Oratorien- und Konzertsängerin. So sang sie zum Beispiel die Sopran-Partien in Mendelssohns Elias mit der Accademia Nazionale di Santa Cecilia, in Mahlers 4. Sinfonie mit dem Dallas Symphony Orchestra, in Beethovens 9. Sinfonie mit dem Los Angeles Philharmonic oder bei der Sommernachtsgala in Grafenegg. 2022 debütierte sie mit Arnold Schönbergs Gurre-Liedern im Konzerthaus Kopenhagen. 2023 hatte sie ihr Debüt auf der Berliner Waldbühne an der Seite von Jonas Kaufmann.
Mehrfach wurden Aufnahmen und Live-Konzerte im Fernsehen und Radio übertragen, unter anderem die Fledermaus aus der Semperoper an der Seite von Jonas Kaufmann sang oder eine Live-Übertragung als Rusalka vom NDR.

### Privates
Willis-Sørensen wuchs in Richland, Washington, auf und engagierte sich ehrenamtlich in der Religionsgemeinschaft der Mormonen u. a. in der „Germany Hamburg“ Mission. Sie war bis zu ihrer Scheidung mit dem Dänen Rasmus Grand Sørensen verheiratet, mit dem sie drei Kinder hat.

## Opern-Repertoire (Auswahl)
- Beethoven: Leonore in Fidelio
- Britten: Governess in The Turn of the Screw
- Britten: Ellen Orford in Peter Grimes
- Dvořák: Titelrolle in Rusalka
- Gounot: Marguerite in Faust
- Lehár: Hanna Glawari in Die lustige Witwe[3][26][27]
- Mozart: Donna Anna in Don Giovanni
- Mozart: Elettra in Idomeneo
- Mozart: Licenza in Il sogno di Scipione
- Mozart: Vitellia in La clemenza di Tito
- Mozart: Gräfin Almaviva in Figaros Hochzeit
- Mozart: Fiordiligi in Così fan tutte
- Puccini: Mimì in La bohème
- Johann Strauss: Rosalinde in Die Fledermaus
- Richard Strauss: Marschallin in Der Rosenkavalier
- Richard Strauss: Titelrolle in Ariadne auf Naxos
- Richard Strauss: Diemut in Feuersnot
- Tschaikowski: Masha in Pique Dame
- Verdi: Leonora in Il trovatore
- Verdi: Violetta in La traviata
- Verdi: Hélène in Les vêpres siciliennes
- Verdi: Elisabeth in Don Carlos
- Verdi: Desdemona in Otello
- Wagner: Elsa von Brabant in Lohengrin
- Wagner: Eva in Die Meistersinger von Nürnberg
- Wagner: Gutrune in Götterdämmerung
- Weber: Agathe in Der Freischütz

Quellen

## Auszeichnungen (Auswahl)
- 2009: 1. Platz beim Eleanor McCollum Wettbewerb für junge Sänger in Houston[28]
- 2010: Gewinnerin der Metropolitan Opera National Council Auditions[29]
- 2011: 1. Platz beim Hans Gabor Belvedere Gesangswettbewerb[30]
- 2014: 1. Platz Birgit Nilsson Prize für die beste Wagner/Strauss-Interpretation und Zarzuela Preis beim Operalia-Wettbewerb[30]

## Diskografie
- 19. Festliche Operngala für die Deutsche AIDS-Stiftung. Orchester der Deutschen Oper Berlin, Dirigent: Alain Altinoglu (Naxos; 2013)
- Richard Strauss: Elektra. Mit Rachel Willis-Sørensen als Vierte Magd[31] sowie u. a. Evelyn Herlitzius, Anne Schwanewilms, Waltraud Meier, René Pape, Staatskapelle Dresden, Dirigent: Christian Thielemann, (Deutsche Grammophon; 2014)[32]
- Wien. Mit Jonas Kaufmann, Wiener Philharmoniker, Dirigent: Ádám Fischer (Sony Classical; 2019)
- Beethoven: Lieder&Partsongs. 77 Titel mit verschiedenen Interpreten (Deutsche Grammophon; 2020)[33][34]
- Rachel. Werke von Mozart, Verdi, Puccini, Dvořák, Lehár. Mit Jonas Kaufmann, Olivia Kahler, Orchestra del Teatro Carlo Felice di Genova, Dirigent: Frédéric Chaslin (Sony Classical; 2022)
- Strauss: Four last songs. Mit Sebastian Pilgrim, Gewandhausorchester Leipzig, Dirigent: Andris Nelsons (Sony Classical; 2023)